# Mankyua
Mankyua is een monotypisch geslacht van varens uit de addertongfamilie (Ophioglossaceae).
Mankyua chejuense is een terrestrische varen die endemisch is op het eiland Jeju in Zuid-Korea.

## Kenmerken
Voor de kenmerken van dit geslacht, zie de soortbeschrijving.

## Taxonomie
Mankyua wordt beschouwd als apart geslacht in de familie Ophioglossaceae omwille van zijn unieke morfologische kenmerken, die intermediair zijn tussen die van het geslacht Ophioglossum (de vlezige, lijnvormige sporenaar) en die van Helminthostachys (het samengestelde blad).
Binnen de familie Ophioglossaceae zijn twee evolutionaire lijnen te onderscheiden: een 'botrychioide' lijn, met het geslacht Helminthostachys als voorouder en Botrychium s.l. als nakomeling (beide soms verzameld in een aparte familie Botrychiaceae) en een 'ophioglossoide' lijn met Ophioglossum s.l.. In deze lijn zou Mankyua een mogelijke voorouder kunnen zijn.
DNA-onderzoek door B.-Y. Sun (2002) plaatst Mankyua eerder in de 'botrychioide' lijn, wat zou kunnen betekenen dat het geslacht deze beide lijnen verbindt, en dat daardoor ook de afscheiding van de Botrychiaceae overbodig wordt.
De classificatie van Smith en anderen uit 2006 houdt het bij één overkoepelende familie, Ophioglossaceae.
Het geslacht is monotypisch, het omvat slechts één soort.

### Soorten
- Mankyua chejuense B.-Y. Sun, M.H. Kim, & C.H. Kim (2001)

Botrychium (Maanvaren) · Botrypus · Cheiroglossa · Helminthostachys · Japanobotrychium · Mankyua · Ophioderma · Ophioglossum (Addertong) · Sceptridium